# Египетско-испанские отношения
Египетско-испанские отношения — двусторонние дипломатические отношения между этими двумя странами. Египет имеет посольство в Мадриде. Испания имеет посольство в Каире. Обе страны являются членами Средиземноморского союза.

## Сотрудничество
Сотрудничество Испании и Египта начиналось в 1967 году с подписания первого Соглашения о культурном сотрудничестве и с тех пор оно было продлено Соглашением о научно-техническом сотрудничестве 1991 года и соглашениями различных смешанных комиссий. В настоящее время остаются в силе соглашения IV латино-египетской совместной комиссии по сотрудничеству в области образования, культуры, технического и научного сотрудничества, состоявшейся в Мадриде в 2005 году. Общая стратегическая цель испанского сотрудничества в Египте заключалась в том, чтобы способствовать увеличению возможностей страны, ее институтов и гражданского общества для поддержки устойчивого и справедливого социально-экономического развития страны.
Процесс политических и социальных изменений, произошедших в Египте после «арабской весны», привел к переформулированию политики сотрудничества в целях развития в регионе, сосредоточив внимание на сопровождении процессов перехода к демократии.
Программа Масар — это программа испанского сотрудничества, инициированная в июне 2012 года, цель которой — сопровождать процессы перехода к демократии в арабском мире, способствовать модернизации и укреплению институтов, а также поддержке и укреплению гражданского общества и ключевых субъектов в развитии верховенства закона, чтобы государственные органы могли реагировать на потребности своих обществ, а гражданское общество может быть одним из двигателей изменений.
В декабре 2015 года была одобрена новая инициатива, финансируемая через Программу Масар, которая снова сфокусирована на поддержке институтов, в данном случае Национального совета по правам человека, для усиления его консультативной роли после парламентских выборов, уважая Конституцию и демократические институты.
В многостороннем сотрудничестве выделяются поддержка расширения политических прав и возможностей женщин в Египте, а также поддержка проекта «Безопасные города», осуществляемая через ООН-женщины и действующая в течение 2016 года.